# فرجينيا غريس
فرجينيا غريس (بالإنجليزية: Virginia Grace)‏ هي عالمة الإنسان أمريكية، ولدت في 9 يناير 1901 في نيويورك في الولايات المتحدة، وتوفيت في 22 مايو 1994 في أثينا في اليونان.